# Elaenia
Elaenia è l'album in studio di debutto del musicista elettronico britannico Sam Shepherd, pubblicato sotto il suo alias Floating Points il 6 novembre 2015 dalla stessa etichetta Pluto di Shepherd e Luaka Bop. Shepherd ha creato la grafica per l'album collegando i cavi in fibra ottica a un armonografo fatto in casa. Originariamente Shepherd aveva concepito l'album per contenere solo una traccia, ma era stato sconsigliato all'idea e alla fine ha tagliato la musica in sette canzoni. La traccia del titolo di Elaenia è stata nominata quando Shepherd ha fatto un sogno su un uccello che è stato inghiottito in una foresta dopo aver letto il romanzo speculativo di narrativa Sum: Forty Tales from the Afterlives del neuroscienziato americano David Eagleman. 
Metacritic, che assegna una valutazione normalizzata su 100 alle recensioni dei critici tradizionali,  ha dato all'album un punteggio medio di 85, basato su 20 recensioni, indicando "consensi universali". È stato valutato come il miglior album del 2015 da Resident Advisor ed è stato inserito al numero 20 della lista dei migliori album dell'anno (2015) da Pitchfork Media. La rivista XLR8R l'ha classificata come la seconda migliore uscita del 2015.

## Tracce
1. Nespole – 5:08
2. Silhouettes (I, II & III) – 10:42
3. Elaenia – 7:14
4. Argenté – 4:34
5. Thin Air – 3:59
6. For Marmish – 5:46
7. Peroration Six – 5:05